# Płytka metafazowa
Płytka metafazowa – inaczej nazywana płytką równikową, to grupa chromosomów występujących w płaszczyźnie równikowej komórki ulegającej podziałowi w czasie metafazy mitozy i mejozy.